# Коппа (кириллица)
Ҁ, ҁ (, ко́ппа) — архаический кириллический знак, использовавшийся в старославянской письменности исключительно для обозначения числа 90.

## История
Кириллическая система счисления первоначально в точности воспроизводила средневековую греческую, в которой коппа (Ϙ или Ϟ) использовалась для обозначения числа 90, хотя в качестве буквы она вышла из употребления ещё до начала «классического» периода древнегреческой литературы и потому не включалась в состав стандартного 24-буквенного греческого алфавита. Именно это и потребовало введения в кириллицу знака ҁ, соответствующего греческой коппе (Ϙ/Ϟ). В глаголице аналогичная коппе буква отсутствует, так как числовые значения букв в ней не привязаны к греческому алфавиту.
В Остромировом Евангелии и других древнейших рукописях знак ҁ последовательно используется для обозначения числа 90. В Луцком Евангелии он в одном случае был заменён на ч, но в остальной части текста писался в неизменном виде. В некоторых памятниках (Евангелии 1393 года, Лаврентьевской летописи и отчасти Остромировом Евангелии) появилась форма, промежуточная между ҁ и ч (), а именно . Иногда этот последний вариант коппы встречался и в обратном начертании — ; на числовых пометах кровли Успенского собора во Владимире XII—XIII веков, например, эта форма была представлена в обоих начертаниях (прямом и обратном). Впоследствии из-за сходства коппы с ч она была вытеснена последней в числовом значении и полностью вышла из употребления.
В то время как в восточнославянских рукописях знак ҁ употреблялся с XI по XIV века, после чего был вытеснен ч, в южнославянских источниках он дожил до XVI—XVII веков и даже перешёл в печатную литературу. Это может быть связано с тем, что у южных славян за знаком ч закрепилось числовое значение 1000, что в свою очередь объясняется влиянием глаголической системы счисления, где именно такое значение имеет червь (Ⱍ). В азбуковнике, напечатанном в Риме в 1629 году, знак ҁ имеет название ископита.
В граффити Софийского собора знак ҁ употреблён по крайней мере один раз: в надписи номер 52, датируемой 17 февраля 1285 года, он присутствует в составе числа ҂ꙅ҃ѱ҃·ҁ︮г︯· (6793), обозначающего год по византийскому календарю.
Смешение знака Ҁ и буквы Ч можно усмотреть и в обратном направлении: так, шрифты белорусского первопечатника Франциска Скорины имели характерную «коппообразную» букву Ч, состоящую из вертикального штамба, занимающего две трети высоты буквы, и соединённого с ним горизонтального штриха, переходящего в утолщённое вертикальное закругление, от которого вправо идёт ещё один горизонтальный штрих, оканчивающийся треугольной засечкой.
Из-за внешнего сходства может быть ошибочно прочтена как С.

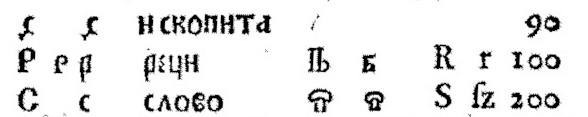
«Ископита» в азбуковнике 1629 года

Название «коппа» для кириллического знака Ҁ — условное, недавно введённое по аналогии с греческим. В нынешних учебниках и словарях старославянского иногда включается в список букв кириллической азбуки и помещается между П и Р (в соответствии с числовым значением и исходной позицией в греческом алфавите). Впрочем, размещение Ҁ в составе кириллицы встречается уже в азбуковнике 1629 года; в нём она также занимает позицию между П и Р.